# Conjunto megalítico de Coruche
Conjunto megalítico de Coruche é uma série de construções formadas por grandes blocos de pedra, datável entre o quinto e o terceiro milénio a.C..
Localiza-se no extremo sudeste do Município de Coruche e destaca-se pela diversidade tipológica das suas construções e pelo espólio a elas associado. Composto por cerca de três dezenas de monumentos, entre antas, antelas e cistas.
Na década de 30 do século XX, estas construções foram intervencionadas pelo Manuel Heleno, auxiliado por inúmeros trabalhadores locais, tendo as peças sido incorporadas no Museu Nacional de Arqueologia.
No terreno é possível visitar estes monumentos, encontrando-se os percursos devidamente sinalizados.
- Percurso de Água Doce
- Percurso do Azinhal
- Percurso de Vale de Gatos e Chapelar
- Percurso de Martinianos